# Мирјана Чикош

Мирјана Чикош (5. март 1951) је бивша српска и југословенска рукометашица. Са репрезентацијом Југославије освојила је златну медаљу на Светском првенству 1973. године. Добитник је националног признања Републике Србије.